# Billet de 20 bolivars vénézuéliens
Le billet de 20 bolivars vénézuéliens (20 Bs.F.) est le billet ayant la troisième valeur la plus élevée en circulation au Venezuela après les billets de 100 et 50 bolivars. La dernière version mesure 156 sur 69 millimètres, comme tous les billets en circulation depuis 2008, et est de couleur rose. Le recto comporte un portrait de l'héroïne de la Guerre d'indépendance du Venezuela Luisa Cáceres de Arismendi (1799-1866) par Emilio Jacinto Mauri tandis que le verso comporte de gauche à droite les armoiries du pays, un spécimen de Tortue imbriquée (Eretmochelys imbricata) sur un fond représentant la montagne Macanao et la zone comportant le filigrane.